# Piotr Bikont

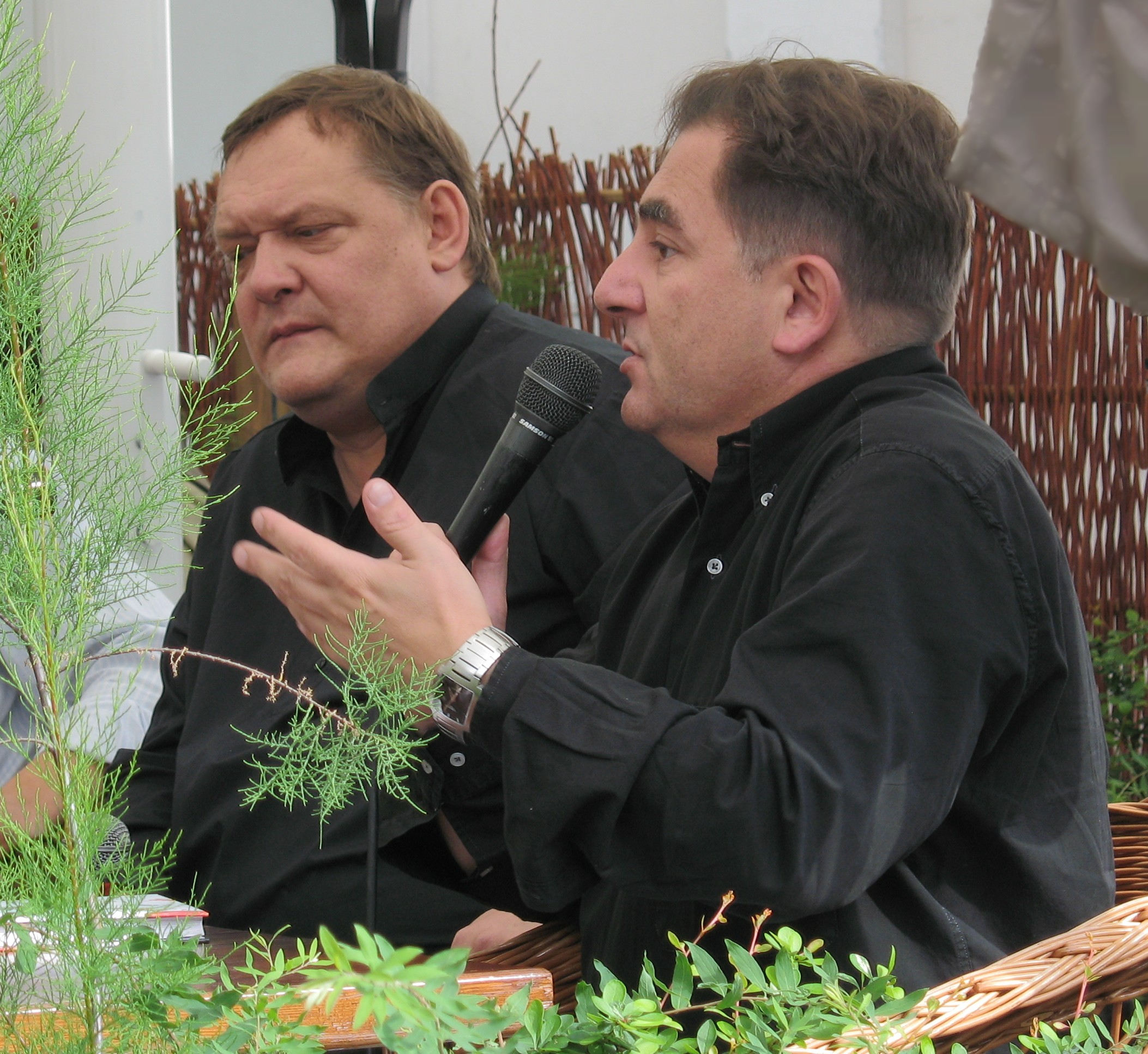
Z Robertem Makłowiczem (2007)

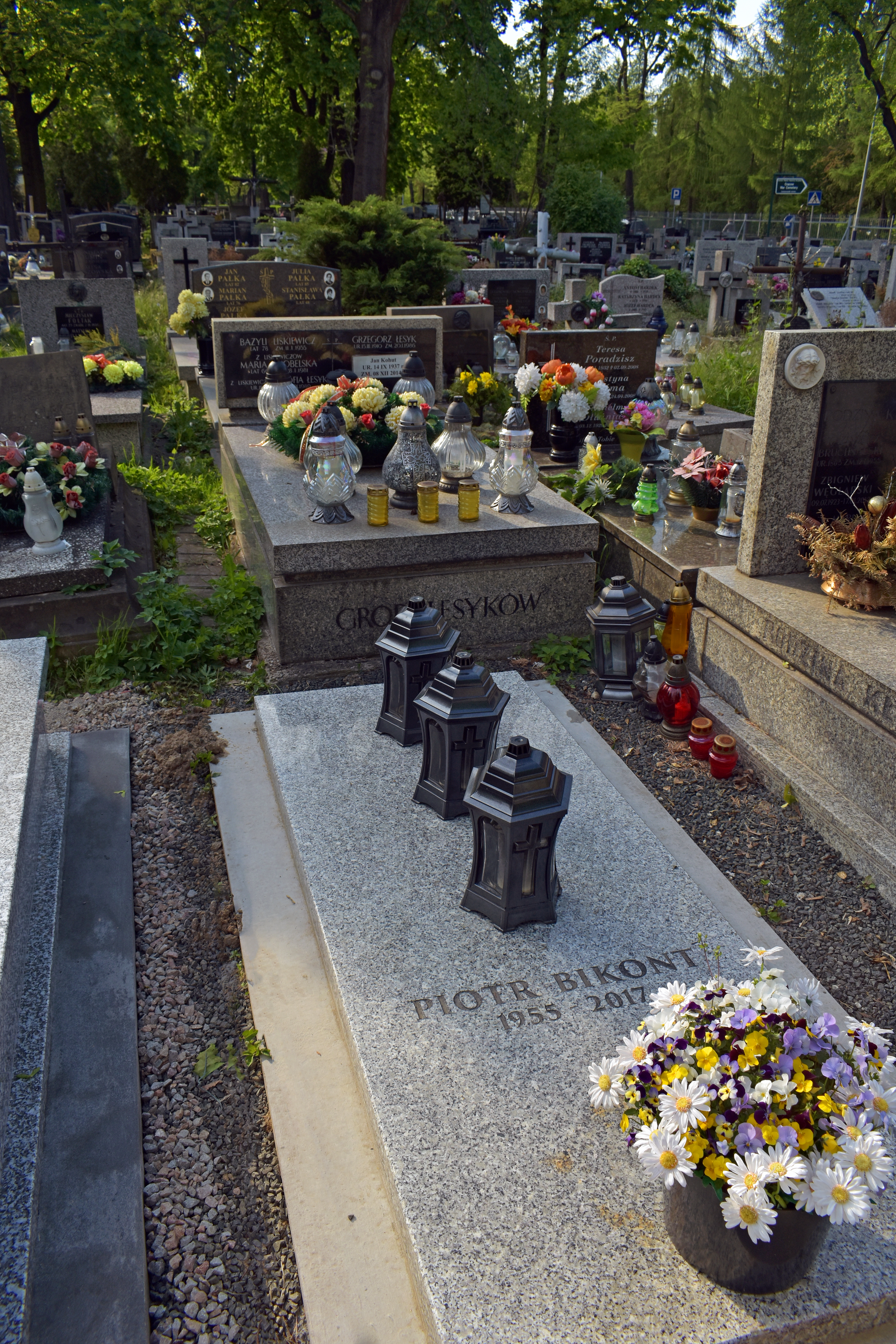
Kraków, cmentarz Rakowicki.
Grób Piotra Bikonta

Piotr Marek Bikont (ur. 12 maja 1955 w Poznaniu, zm. 27 czerwca 2017 w Sosnowcu) – polski reżyser filmowy i teatralny, dziennikarz, publicysta, krytyk kulinarny, muzyk i tłumacz, działacz opozycji demokratycznej w PRL.

## Życiorys

### PRL
Od 1977 był współpracownikiem KSS „KOR”. Współpracował z kwartalnikiem „Puls”, dla którego przetłumaczył na język polski m.in. Skowyt Allena Ginsberga. Jako student Państwowej Wyższej Szkoły Filmowej, Telewizyjnej i Teatralnej im. Leona Schillera w Łodzi należał we wrześniu 1980 do organizatorów Niezależnego Zrzeszenia Studentów. W październiku 1980 został członkiem Ogólnopolskiego Komitetu Założycielskiego NZS. W latach 1980–1981 był współpracownikiem łódzkiego pisma „Solidarność z Gdańskiem”. Od 13 grudnia 1981 do 12 października 1982 internowany kolejno w Łowiczu i Kwidzynie. W 1982 ukończył studia na Wydziale Reżyserii PWSFiT. Następnie był członkiem redakcji „Tygodnika Mazowsze” (1982−1989). Pod koniec lat 80. zrealizował filmy dokumentalne poświęcone polskiej opozycji: Inny sierpień (1988) z Leszkiem Dziumowiczem i Włodzimierzem Płocharskim, Ballada o strajku (1988) oraz Opowieści Okrągłego Stołu (1989) z Leszkiem Dziumowiczem.

### Od 1989
Od 1989 do 2001 był dziennikarzem „Gazety Wyborczej”. W 1989 wydał razem z Anną Bikont książkę Małe vademecum Peerelu.
W latach 90. nakręcił też kilka filmów dokumentalnych Żnin – Paryż – Wenecja, czyli sceny z życia prowincji (1992−1993), Włodzimierz Borowski (1994), Praffdata (1995), Z Czeczotem przez niebo i piekło (1999), Stół bez kantów (1999). Od 1992 pracował jako reżyser teatralny; jego inscenizacje były wystawiane m.in. w Teatrze Studyjnym '83 im. Juliana Tuwima w Łodzi, Teatrze Nowym w Łodzi, Teatrze Lalek Arlekin, Teatrze Śląskim w Katowicach, Teatrze Powszechnym w Warszawie, Teatrze KTO w Krakowie. Był prezesem Stowarzyszenia Teatralnego Badów. Tłumaczył na język polski poezję Allena Ginsberga, dramaty, a także komiks Arta Spiegelmana Maus. Występował jako muzyk w zespołach „Pociąg towarowy” i „Free Cooperation”.
Z Robertem Makłowiczem stworzył duet publicystów kulinarnych, publikujący we „Wprost” (w latach 2002–2005), a następnie w „Newsweeku Polska” (od 2005). Był pomysłodawcą i od 2009 współtworzył wrocławski festiwal kulinarny „Europa na widelcu”. Razem z Makłowiczem wydał książki: Listy pieczętowane sosem, czyli gdzie karmią najlepiej w Polsce. Przewodnik (2001), Dialogi języka z podniebieniem (2003), Stół z niepowyłamywanymi nogami (2007), a samodzielnie: Polska na widelcu (2005), Polska. Nawigator kulinarny (2007), Kuchnia żydowska według Balbiny Przepiórko (2011).
Gościnnie występował jako niezawodowy aktor filmowy: Rok spokojnego słońca (1984), Lejdis (2008), Idealny facet dla mojej dziewczyny (2009), Śniadanie do łóżka (2010). W latach 2010–2015 prowadził wraz z Maciejem Piotrem Prusem pismo mówione „Gadający Pies”.

### Wypadek i śmierć
Zginął 27 czerwca 2017 w wypadku samochodowym. Został pochowany 6 lipca na cmentarzu Rakowickim w Krakowie.

## Życie prywatne
Ze związku z Elżbietą Manthey — założycielką Agencji Dramatu i Teatru ADiT ma córkę Karolinę Bikont — tłumaczkę z języka niemieckiego. Był żonaty z publicystką Anną Bikont, z którą miał dwoje dzieci, Maniuchę Bikont – antropolożkę i artystkę oraz Aleksandrę Bikont. Związany małżeństwem z aktorką Mirosławą Olbińską, z którą wydał książkę „Kuchnia żydowska Balbiny Przepiórko”.

## Odznaczenia
- Krzyż Oficerski Orderu Odrodzenia Polski – 2008[13]